# Vláda Jana Fischera
Vláda Jana Fischera (nazývaná též letní vláda, vláda odborníků, či úřednická vláda) měla podle dohody ČSSD, ODS, Strany zelených a původně též KDU-ČSL být překlenovací vládou po vyslovení nedůvěry druhé vládě Mirka Topolánka na jaře 2009 až do zamýšlených předčasných parlamentních voleb na podzim roku 2009. Ty se však nekonaly, a proto vláda vykonávala svůj mandát až do řádných květnových voleb 2010.
Dne 25. června podal premiér Jan Fischer demisi do rukou prezidenta Václava Klause, jenž vládu pověřil vedením země do jmenování Nečasovy vlády, ke kterému došlo 13. července 2010.

## Označení vlády
ČSSD myšlenku nové vlády prosazovalo pod názvem „vláda odborníků“. Proti tomu se však ohradil Mirek Topolánek („Odmítám, že by to měla být vláda větších odborníků než vláda moje“) i Václav Klaus („Definoval bych je jako náměstky nespokojené s tím, že nejsou ministry. Pak bych je nenazýval vládou odborníků. Jsou to normální politici, kteří při této politické přesmyčce získali novou šanci, a myslím, že ji využijí.“). Název „vláda náměstků“ se na čas ujal i v médiích, méně lichotivou variantou je vláda podržtašků.
Mirek Topolánek připravovanou vládu nazval „letní vláda“, avšak prezident Václav Klaus se proti tomuto označení prostřednictvím mluvčího ohradil: „Prezident předpokládá, že jednání o budoucí vládě jsou vážná, a připomíná všem zúčastněným, že bude s politickými stranami jednat o vládě České republiky, nikoli o 'letní vládě'.“
Vláda je běžně označována i jako úřednická vláda, překlenovací vláda, přechodná vláda. Jan Fischer po svém jmenování řekl: „Nebude to vláda vizí, bude to vláda tvrdé práce.“

## Sestavení vlády
V neděli 5. dubna 2009 večer oznámili představitelé vládní koalice a opoziční ČSSD, že uzavřeli dohodu o navržení Jana Fischera prezidentu republiky jako předsedy dočasné překlenovací vlády, která by měla být jmenována 9. května.
Prezident republiky Václav Klaus ve čtvrtek 9. dubna 2009 jmenoval Jana Fischera premiérem a pověřil ho sestavením nové vlády. Podle předběžných dohod politických stran by za ministry měli být navrženi odborníci, nečlenové politických stran, přičemž 8 členů by navrhla dosavadní vládní koalice a 7 členů ČSSD. 9. dubna 2009 se v médiích objevil téměř kompletní seznam navrhovaných členů vlády, ač strany oficiálně své návrhy nezveřejnily.
Dne 15. dubna 2009 navrhl předseda ČSSD Jiří Paroubek premiérovi 7 kandidátů, z nichž 6 odpovídalo jménům, která o týden dříve unikla do médií. Mirek Topolánek uvedl, že s žádným jménem nominovaným ČSSD nemá problém. Dne 16. dubna 2009 ráno navrhl předseda SZ Martin Bursík premiérovi 3 kandidáty, z nichž žádný se neobjevil v předchozích mediálních spekulacích. Dne 16. dubna 2009 odpoledne navrhl předseda ODS Mirek Topolánek premiérovi 7 kandidátů, z nichž 4 odpovídali tipům uniklým o týden dříve. Do funkcí místopředsedů navrhl Jiří Paroubek Jana Kohouta a Mirek Topolánek Martina Bartáka.
Prezident Klaus 14. dubna 2009 po jednání s premiérem Fischerem v rozhovoru pro MF Dnes řekl, že by si přál, aby byl ve vládě ponechán jeden z dosavadních ministrů, a to Miroslav Kalousek, jemuž by stoprocentně dal svoji důvěru. Mirek Topolánek i Jiří Paroubek tuto myšlenku striktně odmítli. Dne 1. května premiér Fischer oznámil, že ho ze všech kandidátů tři kandidáti nominovaní stranami nepřesvědčili a navrhne vlastní tři kandidáty. Později pokračoval v jednání a dosáhl kompromisu, 8. května prezidentovi navrhl jména všech 16 ministrů, s nimiž souhlasily ODS, ČSSD i Strana zelených.

## Seznam členů vlády
| Úřad                                             | Člen vlády          | Člen vlády          | Subjekt | Subjekt             | Nástup do úřadu    | Odchod z úřadu     |
| ------------------------------------------------ | ------------------- | ------------------- | ------- | ------------------- | ------------------ | ------------------ |
| Předseda vlády                                   | Jan Fischer         |                     |         | nestraník           | 9. dubna 2009      | 13. července 2010  |
| 1. místopředseda vlády Ministr zahraničních věcí | Jan Kohout          | Jan Kohout          |         | nestr. navržen ČSSD | 8. května 2009     | 13. července 2010  |
| Místopředseda vlády Ministr obrany               | Martin Barták       | Martin Barták       |         | nestr. navržen ODS  | 8. května 2009     | 13. července 2010  |
| Ministr vnitra                                   | Martin Pecina       | Martin Pecina       |         | nestr. navržen ČSSD | 8. května 2009     | 13. července 2010  |
| Ministr práce a sociálních věcí                  | Petr Šimerka        |                     |         | nestr. navržen ČSSD | 8. května 2009     | 13. července 2010  |
| Ministr pro místní rozvoj                        | Rostislav Vondruška | Rostislav Vondruška |         | nestr. navržen ČSSD | 8. května 2009     | 13. července 2010  |
| Ministryně zdravotnictví                         | Dana Jurásková      |                     |         | nestr. navržena ODS | 8. května 2009     | 13. července 2010  |
| Ministr financí                                  | Eduard Janota       |                     |         | nestr. navržen ODS  | 8. května 2009     | 13. července 2010  |
| Ministryně spravedlnosti                         | Daniela Kovářová    | Daniela Kovářová    |         | nestr. navržena ODS | 8. května 2009     | 13. července 2010  |
| Ministr kultury                                  | Václav Riedlbauch   | Václav Riedlbauch   |         | nestr. navržen ČSSD | 8. května 2009     | 13. července 2010  |
| Ministr průmyslu a obchodu                       | Vladimír Tošovský   |                     |         | nestr. navržen ČSSD | 8. května 2009     | 13. července 2010  |
| Ministr zemědělství                              | Jakub Šebesta       | Jakub Šebesta       |         | nestr. navržen ČSSD | 8. května 2009     | 13. července 2010  |
| Ministryně školství, mládeže a tělovýchovy       | Miroslava Kopicová  |                     |         | nestr. navržena ODS | 8. května 2009     | 13. července 2010  |
| Ministr dopravy                                  | Gustav Slamečka     | Gustav Slamečka     |         | nestr. navržen ODS  | 8. května 2009     | 13. července 2010  |
| Ministr(yně) životního prostředí                 | Ladislav Miko       | Ladislav Miko       |         | nestr. navržen SZ   | 8. května 2009     | 30. listopadu 2009 |
| Ministr(yně) životního prostředí                 | Jan Dusík           | Jan Dusík           |         | nestr. navržen SZ   | 30. listopadu 2009 | 22. března 2010    |
| Ministr(yně) životního prostředí                 | Jakub Šebesta       | Jakub Šebesta       |         | nestr. navržen ČSSD | 22. března 2010    | 15. dubna 2010     |
| Ministr(yně) životního prostředí                 | Rut Bízková         | Rut Bízková         |         | nestr. navržena ODS | 15. dubna 2010     | 30. července 2010  |
| Ministr pro lidská práva a národnostní menšiny   | Michael Kocáb       | Michael Kocáb       |         | nestr. navržen SZ   | 8. května 2009     | 29. března 2010    |
| Ministr pro evropské záležitosti                 | Štefan Füle         | Štefan Füle         |         | nestr. navržen ČSSD | 8. května 2009     | 30. listopadu 2009 |
| Ministr pro evropské záležitosti                 | Juraj Chmiel        | Juraj Chmiel        |         | nestr. navržen ODS  | 30. listopadu 2009 | 13. července 2010  |
| Ministr Předseda Legislativní rady vlády         | Pavel Zářecký       |                     |         | nestr. navržen ČSSD | 30. listopadu 2009 | 13. července 2010  |

Fischer, Pecina a Kohout se také stali členy překlenovací nestranické vlády Jiřího Rusnoka, úřadující od srpna 2013 do ledna 2014.

## Poměr sil ve vládě

### Počet ministrů podle navrhující strany
| - ČSSD      | 8 |
| - ODS       | 6 |
| - SZ        | 2 |
| - nezávislí | 1 |

| - ČSSD      | 8 |
| - ODS       | 7 |
| - SZ        | 2 |
| - nezávislí | 1 |

| - ČSSD      | 8 |
| - ODS       | 7 |
| - SZ        | 1 |
| - nezávislí | 1 |

| - ČSSD      | 8 |
| - ODS       | 8 |
| - SZ        | 1 |
| - nezávislí | 1 |

## Podporující strany
| Strana | Strana                             | Ideologie                | Lídr                       |
| ------ | ---------------------------------- | ------------------------ | -------------------------- |
|        | Česká strana sociálně demokratická | Sociální demokracie      | Jiří Paroubek              |
|        | Občanská demokratická strana       | Liberální konzervatismus | Mirek Topolánek Petr Nečas |
|        | Strana zelených                    | Zelená politika          | Ondřej Liška               |

## Předsednictví v Radě Evropské unie

Znak českého předsednictví EU v roce 2009

Počátek působení vlády Jana Fischera v prvním pololetí roku 2009 spadá do období předsednictví České republiky v Radě Evropské unie, které započala vykonávat druhá vláda Mirka Topolánka.